# Dom cadyków Morgensternów w Kocku
Dom cadyków Morgensternów w Kocku potocznie zwany Rabinówką – znajduje się u zbiegu obecnych ulic Wojska Polskiego i Polnej w Kocku, jest budynkiem drewnianym, parterowym z charakterystyczną wieżyczką na rogu. Do obiektu przylega niewielki ogródek.

## Historia
Obiekt został wzniesiony dla cadyka Menachema Mendela Morgensterna, który był jednym z najbardziej cenionych cadyków lubelskich. Powstał w drugiej ćwierci XIX wieku (być może w 1830 – cadyk zamieszkał w Kocku w 1829, zakładając wspólnotę wiernych). Dom mieszkalny przeznaczono dla członków jego dworu. Rodzina posiadała budynek do II wojny światowej, czyli do czasów cadyka Josefa Morgensterna. Żydzi koccy zostali wymordowani przez Niemców.
Po zakończeniu wojny w domu działał sąd, potem biura Herbapolu, a od lat 60. XX wieku, szkoła. W końcu tej dekady urządzono tu mieszkania. W 2001 doszło do wykupu domu na własność przez zamieszkujące go osoby.

## Architektura
Budowla usytuowana kalenicowo do ulicy, stoi na zbliżonej do prostokąta działce i jest ogrodzona parkanem z metalu. Przed frontem znajduje się niewielki ogród. Dom stoi na podwalinie z bali dębowych i jest konstrukcji wieńcowej, z drewna sosnowego. Więźba dachowa jest krokwiowo-jętkowa, stropy wykonano z belek sosnowych, częściowo z podsufitką. Dachy pokryto papą i blachą (od 1998 eternit, wcześniej strzecha). Podłogi są drewniane, oparte na legarach, częściowo, w łazienkach, mają ceramiczne posadzki.
Parterowy, kryty dachem dwuspadowym obiekt wzniesiono na planie prostokąta. Ma trzy ryzality od frontu (narożny jest ścięty). Od północy przylegają dwie przybudówki. W narożu usytuowano ośmioboczną wieżyczkę krytą dachem namiotowym. Elewacja południowa (frontowa) jest dziewięcioosiowa i symetryczna, ma ganek wsparty na dwóch słupach. Naroża elewacji zaakcentowano pseudopilastrami. Dom jest ozdobiony dookolnym drewnianym gzymsem z fryzem. Elewacja wschodnia jest trójosiowa, bez dekoracji, zachodnia czteroosiowa i symetryczna, natomiast północna ośmioosiowa, niesymetryczna.
Wnętrza zostały bardzo mocno przebudowane. W zachodniej części zachował się strych z otwieranym dachem, służący dawniej cadykowi do modłów na otwartej przestrzeni. Z oryginalnego wyposażenia zachowała się wyłącznie stolarka okienna i drzwiowa.

## Turystyka
Dom nie jest w żaden sposób oznakowany, ani nie udostępniono go do zwiedzania.

## Galeria

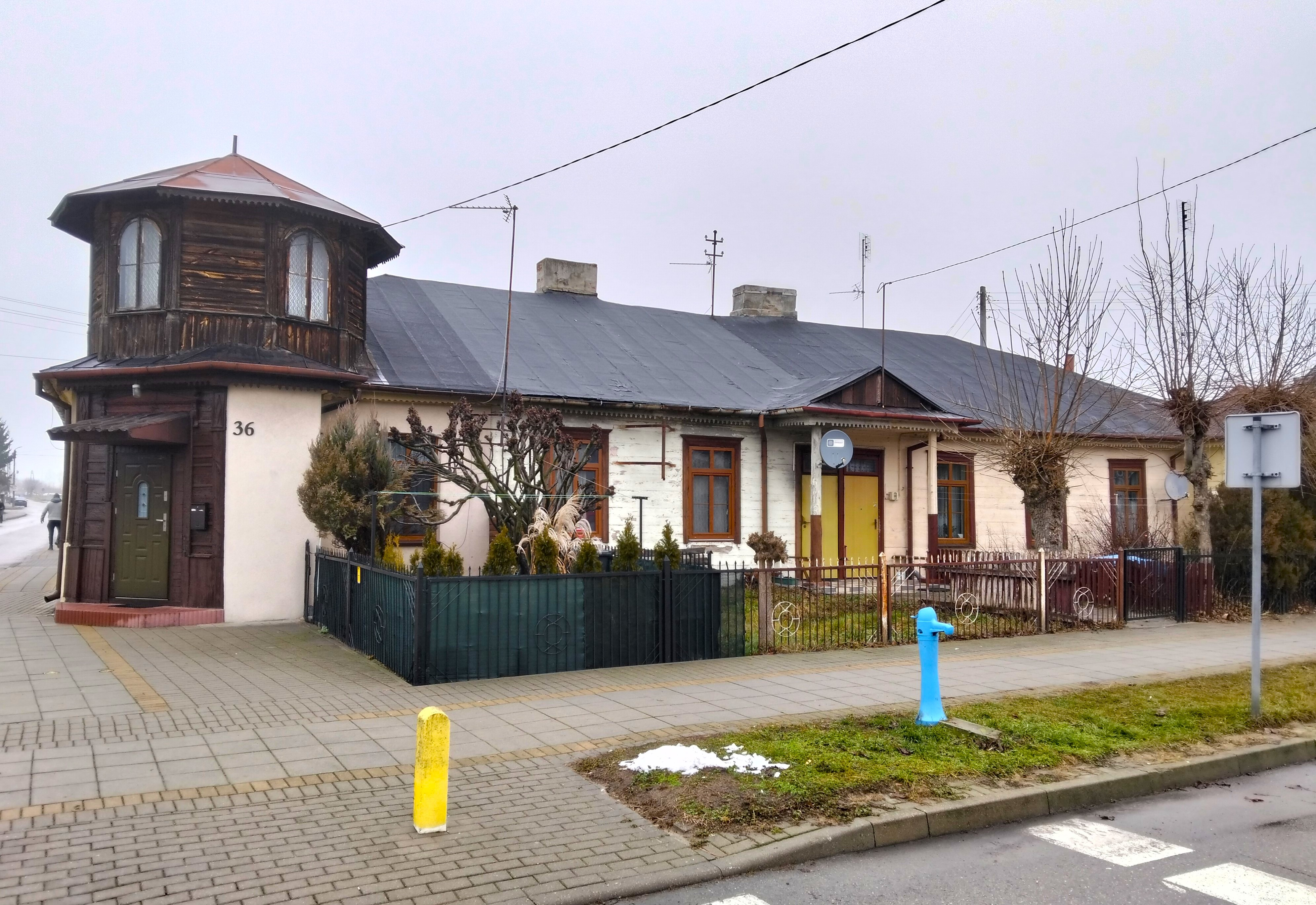
Ogródek i ganek
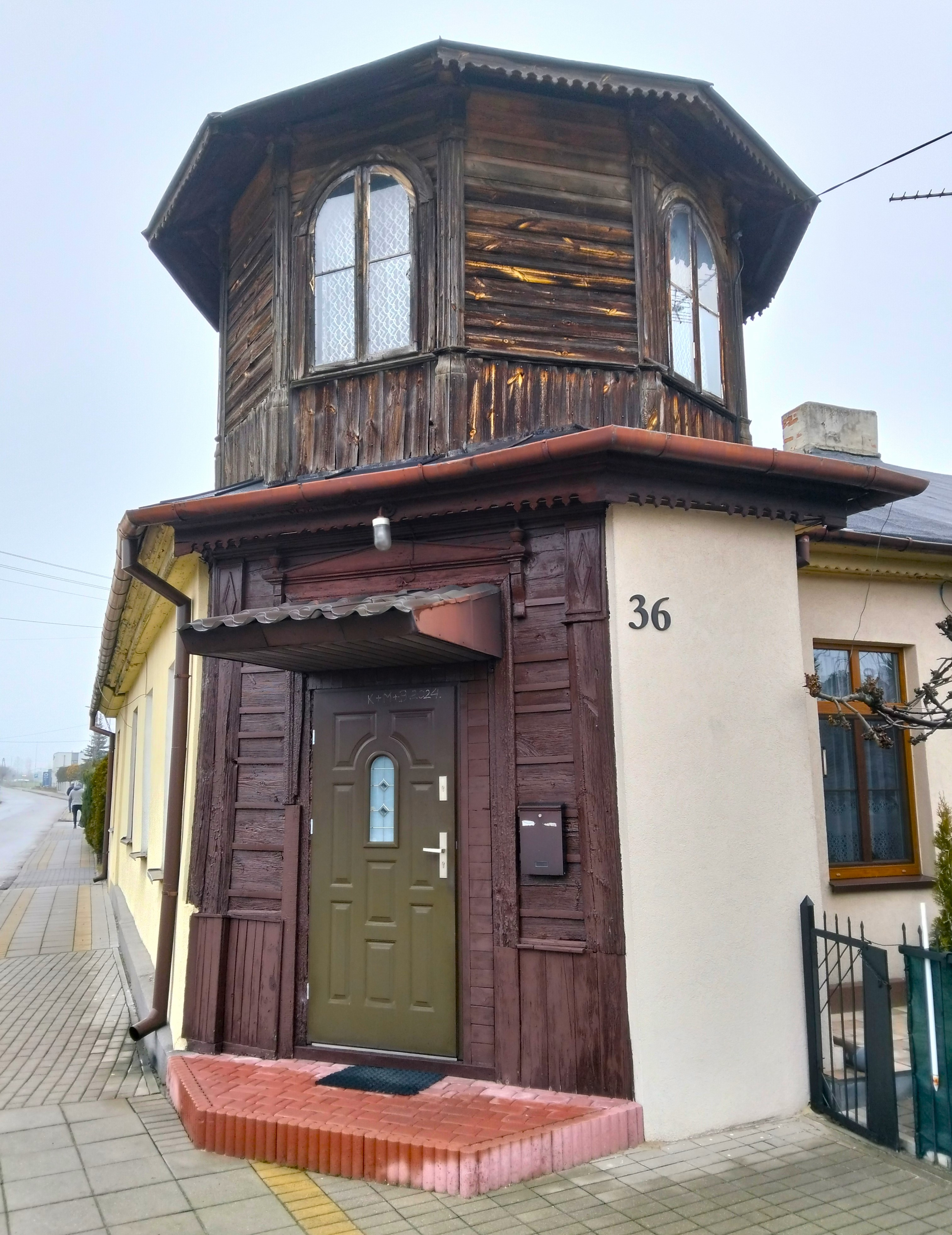
Wieża narożna